# Williams Loop

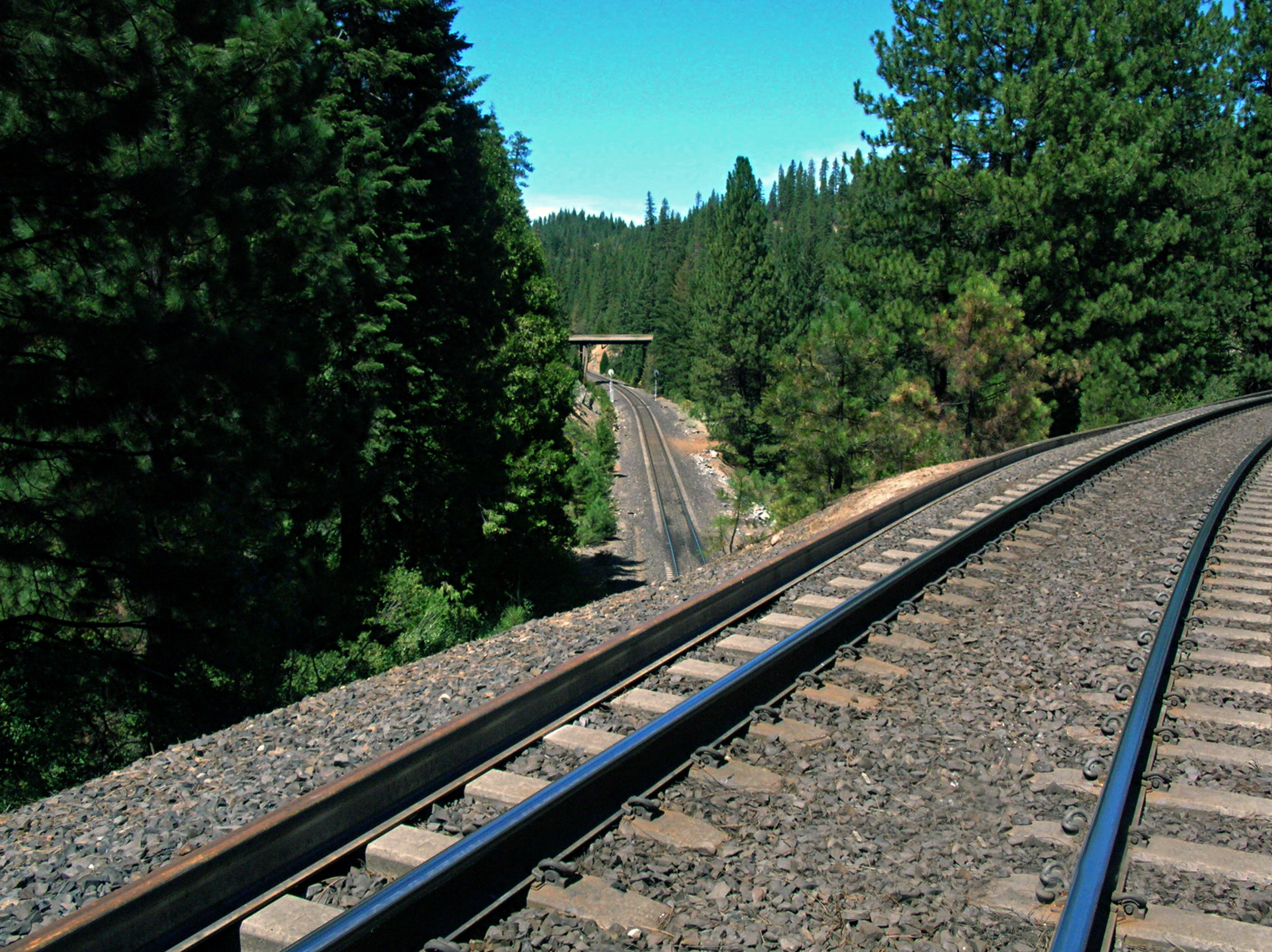
Williams Loop von der oberen Ebene

Williams Loop ist eine Kreiskehrschleife auf der normalspurigen Bahnstrecke Sacramento–Salt Lake City, die heute zum Netz der Union Pacific Railroad gehört. Errichtet wurde sie 1906–1909 durch die Western Pacific Railroad. Sie führt im nordöstlichen Kalifornien durch die Sierra Nevada, wo sich auch die Kreiskehrschleife etwa 10 km östlich des Ortes Quincy befindet. Sie verschafft der Strecke auf der Westrampe zum Beckwourth Pass zusätzlichen Höhengewinn. Die Kreiskehrschleife ist 1,4 Kilometer lang und überwindet eine Höhe von elf Metern. Bei der Länge der verkehrenden Güterzüge kommt es vor, dass ein Zug sich selbst überquert. 